# Calamovilfa
Calamovilfa (A.Gray) Hack. é um género de plantas herbáceas pertencente à família Poaceae, subfamília Chloridoideae, tribo Eragrostideae. Suas espécies ocorrem na América do Norte.
O nome do género deriva do grego kalamos (cana) e Vilfa, um sinónimo de um género da família.
O número cromossómico é x = 10. 2n = 40.
O género foi descrito por Eduard Hackel e publicado em The True Grasses 113. 1890. A espécie-tipo é Calamovilfa brevipilis (Torr.) Hack. ex Scribn. & Southw.
Calamagrostis subgen. Calamovilfa A. Gray é um sinónimo.
Trata-se de um género reconhecido pelo sistema de classificação filogenética Angiosperm Phylogeny Website.

## Espécies
O género tem seis espécies descritas das quais cinco são aceites:
- Calamovilfa arcuata K.E.Rogers
- Calamovilfa brevipilis (Torr.) Scribn.
- Calamovilfa curtissii (Vasey) Scribn.
- Calamovilfa gigantea (Nutt.) Scribn. & Merr.
- Calamovilfa longifolia (Hook.) Scribn.